# لیودمیلا سمیرنووا
لیودمیلا سمیرنووا (روسی: Людмила Станиславовна Смирнова؛ زادهٔ ۴ نوامبر ۱۹۴۷) اسکیت‌باز نمایشی اهل اتحاد جماهیر شوروی سوسیالیستی است.